# Rifugio Malga Brogles
Il rifugio Malga Brogles (in ladino Utia de Bredles, in tedesco Brogleshütte) si trova nel comune di Funes in provincia di Bolzano, ai piedi del Gruppo delle Odle, nel parco naturale Puez-Odle e al confine con la Val Gardena. Il rifugio si trova a 2.045 metri sul livello del mare. Dal rifugio si può godere un ottimo panorama dolomitico.

## Caratteristiche e informazioni
La gestione del rifugio è privata ed è affidata a Josef Ploner di Laion.

## Accessi
- Dalla Val di Funes - parcheggio Malga Zannes 1680 m ore 2.30-E
- Dalla Val di Funes - Ranui 1290 m ore 3 circa-E
- Dalla Prima Stazione della funivia Seceda ore 1.15 circa-E
- Da Gran Puent (Val Gardena Ortisei) ore 2.30-E
- Dal rifugio Genova in Val di Funes ore 3/3.30-E